# 핵무기 공유

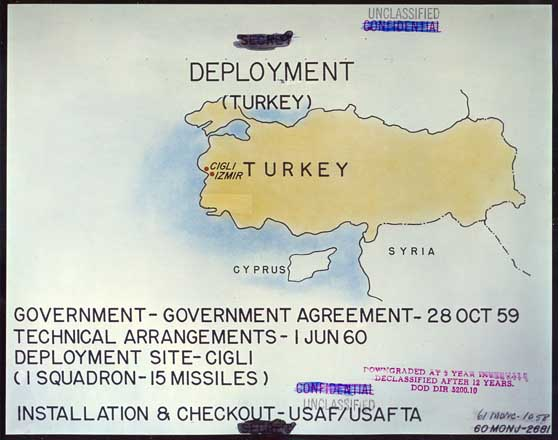
핵무기 공유 협정으로 터키에 배치된 미국 쥬피터 핵미사일

핵무기 공유(核武器 共有, 영어: nuclear sharing)는 핵무장국과 비핵화 국가간에 핵무기를 공유하는 것을 말한다.

## 역사
나토 회원국 중에서 핵무기 보유국은 미국, 영국, 프랑스 뿐이다. 미국은 다른 나토 회원국들에게 핵공유로 핵억지력을 제공하고 있다. 2009년 기준으로, 벨기에, 독일, 이탈리아, 네덜란드, 터키가 나토 핵공유 협정으로 미국 핵무기를 보유하고 있다. 캐나다는 1972년 나토에서 떠나 북미항공우주방위사령부의 통제하에 미국 핵무기를 1984년까지 보유했다. 그리스는 2001년까지 핵공유를 했었다. 영국은 핵무기 보유국임에도 불구하고, 1992년까지 미국 전술핵을 배치했었다. 이후에는 이 미국 전술핵이 독일에 배치되었다.
평시에는 핵무기를 비핵국가에 보관하며, 미국 공군이 관리한다. 일부 핵대포, 핵미사일은 미국 육군이 관리한다.
en:Permissive Action Link(PAL)이라고 불리는 장치에 암호를 입력해야만 핵무기 장전이 된다. 나토 가맹국이 공동으로 관리하는 핵무기가 미국대통령의 허가없이 사용되는 것을 방지하기 위한 장치이다. 이러한 관리의 필요성은 1963년부터 1964년에 걸친 키프로스 전쟁을 통해 명백해졌다. 당시 NATO의 가맹국이던 터키와 그리스는 각각 서로를 공격하기 위해 NATO 핵무기의 제어권을 확보하려고 했었다.
전시에는 핵공유국 공군기지에 배치되어 있는 미국 공군 탄약지원대대가 B61 핵폭탄을 핵공유국 전투기에 장착해준다. 2019년 기준으로, B61 핵폭탄 150발이 유럽에 배치되어 있다.
역사적으로 핵공유는 핵폭탄에 제한된 것은 아니었다. 그리스는 A-7 콜세어 II 공격기에 미국 핵폭탄을 장착하는 방식과, 미군 나이키-허큘리스 핵미사일을 배치하는 두가지 방식을 사용했다.
캐나다는 사거리 700 km CIM-10 보마크 지대공 핵미사일, 어네스트존 지대지 핵미사일, AIR-2 지니 공대공 핵로켓을 배치했다. 모두 미군의 핵미사일이다. 캐나다 공군의 CF-104 전투기에 장착하는 미군 핵폭탄도 배치되었다.
PGM-19 주피터 중거리 핵탄도미사일은 이탈리아, 터키에 배치되었다. 미국의 듀얼 키 시스템으로 핵탄두를 장전했다. 영국에 배치된 미군의 PGM-17 토르 중거리 핵탄도미사일은 영국군이 관리했다.
핵공유의 확장버전으로, 미군 UGM-27 폴라리스 미사일은 나토군 구축함에 장착하려는 계획도 있었다. 그러나 영국은 폴라리스 미사일을 구매했으며, 나토 구축함에 폴라리스 배치계획은 취소되었다.
소련이 멸망하고, 나토에는 전투기에 장착하는 미군 핵폭탄만 남았다. 당시 동유럽 나토 회원국들은 유럽에서 미군 핵폭탄이 철수하는데 반대했다. 러시아의 핵공격 위협으로부터 미국이 유럽을 방어하겠다는 의지가 약화되는 신호로 보일 것을 우려했다.

## 나토(NATO)
나토 5개국은 NPT에 가입한 비핵화 국가이지만, 미국 B61 핵폭탄 240발을 공유하고 있다. 벨기에 20발, 독일 20발, 이탈리아 90발, 네덜란드 20발, 튀르키예 90발이 배치되어 있다.
- 뷔셀 공군 기지,  독일, B61 핵폭탄 20발
- 클라이네 브로겔 공군기지,  벨기에, B61 핵폭탄 20발
- 볼켈 공군기지,  네덜란드, B61 핵폭탄 20발
- 아비아노 공군기지,  이탈리아, B61 핵폭탄 50발
- 게디 공군기지,  이탈리아, B61 핵폭탄 40발
- 인시를릭 공군 기지,  튀르키예, B61 핵폭탄 90발

평화시에는 핵무기는 비핵화 국가에 저장된다. 미국 공군이 관리한다. 일부 핵포병과 핵미사일은 미국 육군이 관리한다. 미국 통제하의 핵무기를 장착하려면 암호 코드가 필요하다. 전시에는 해당 비핵화 국가의 전폭기에 핵무기를 장착한다.
역사적으로, 미국의 핵무기 공유는 핵폭탄에 한정되지 않았다. 그리스는 MIM-14 나이키 허큘리스 미사일과 A-7 콜세어 II 공격기를 사용했다. 캐나다는 Bomarc 지대공 핵미사일, MGR-1 어네스트존 지대지 핵미사일, AIR-2 지니 공대공 핵로켓, CF-104 전투기에 전술핵폭탄을 사용했다.
이탈리아, 터키는 PGM-19 쥬피터 중거리 탄도 미사일(MRBM)을 사용했다. 핵탄두를 작동시키려면 미국과 듀얼 키를 꽂아야 했다. PGM-17 토르 IRBM은 영국에 배치되었다. 즉 이탈리아, 튀르키예는 PGM-19 주피터, 영국은 PGM-17 토르를 미국과 핵무기 공유 협정을 체결해 실전배치했었다.
- PGM-19 주피터 MRBM, 무게 50톤, 사거리 2400 km, W38 핵탄두(3.75 Mt), W49 핵탄두(1.44 Mt), 미국 육군
- PGM-17 토르 IRBM, 무게 50톤, 사거리 3700 km, W49 핵탄두(1.44 Mt), 미국 공군

핵무기 공유 협정의 확장 버전으로, 나토국들은 수상함에 UGM-27 폴라리스 SLBM을 장착하려고 했다. 그러나 영국만 폴라리스 미사일을 직접 미국에서 구매했고, 다른 나토 국들은 취소했다.

## 사우디아라비아
사우디아라비아는 이란의 핵공격에 대비해 파키스탄에 핵폭탄을 생산 및 저장하고 있다.

## 대한민국
2019년 7월 25일, 미국 국방대학교에서 한국과 일본에 나토식 핵무기 공유 협정을 체결하는 것을 주장했다. '21세기 핵 억지력, 2018 핵 태세 검토 보고서의 작전 운용화'란 제목의 보고서 북한 편에서 "급변 사태 발발 시 미국은 일본과 한국 등 특별히 선정된 아시아 파트너국과 비전략 핵무기를 공유하는 잠재적이고 논쟁적인 새 개념을 강하게 고려해야 한다."며 "동아시아에 비전략 핵무기를 전진 배치하는 것은 지역 동맹국들에 대한 더 큰 (안보) 확신을 제공하는 추가적 이점이 있다."고 밝혔다.
현무-4에 무게 360 kg, 폭발력 475 kt의 미국 W88 핵탄두를 장착하여 이탈리아, 터키, 영국처럼 미군과 동시에 듀얼키를 꽂아야 핵탄두가 작동되게 하면 적절할 것으로 보인다. 북한도 비핵화를 완성하면 중국, 러시아의 유사한 핵탄두를 핵무기 공유 협정으로 듀얼키 방식을 채택하면 될 것이다.
2019년 7월 31일, 제임스 인호프(공화·오클라호마) 미국 상원 군사위원장은 미국이 한국, 일본과 전술핵을 공유하는 방안에 대해 검토해볼 만하다는 입장을 밝혔다. 다른 인사들의 발언보다 무게가 실려있는 것으로 보인다. 미국 국방정책과 관련한 법안 및 예산을 주무르는 군사위 수장의 발언이라는 점에서다.
한국의 보수 정당인 국민의힘 정치인들은 여러 차례 독자 핵무장론보다는 온건한 전술핵 공유를 주장해 왔으며, 한편 더불어민주당 측은 한반도 비핵화를 원칙으로 이에 반대하고 있다. 그러나 터키에 배치되었던 쥬피터 미사일은 전술핵이 아니라 전략핵이었다.

## 북한
미국 국방대학교가 비핵화의 모델로 나토식 핵무기 공유 협정을 주장한다는 것은, 다른 말로, 북한이 중국과 러시아로부터 핵무기 공유 협정을 체결하는 방식으로 NPT에 복귀하는 것을 긍정적으로 검토한다는 의미일 수도 있다.

## 사실상 핵무장
독자 핵무장과 핵공유는 분명한 차이가 있다. 만약 한국이 독자 핵무장을 한다면 한국이 독자적인 판단으로 핵무기를 사용할 수 있다. 반면 미국과 핵공유를 한다면 미국과 한국 모두 찬성해야 핵무기를 사용할 수 있다.

## 핵무기
핵공유 협정으로 나토에 배치되었던 미군의 핵무기는 다음과 같다.
- 현재:
  - B61 핵폭탄 (벨기에, 독일, 이탈리아, 네덜란드, 튀르키예)
- 과거:
  - AIR-2 지니 (캐나다)
  - B57 핵폭탄 (캐나다, 영국, 서독)
  - B28 핵폭탄 (캐나다, 영국)
  - B43 핵폭탄 (캐나다, 영국)
  - B61 핵폭탄 (그리스)
  - BGM-109G 그리폰 (벨기에, 이탈리아, 네덜란드, 영국, 서독)
  - CIM-10 보마크 (캐나다)
  - 마크 7 핵폭탄 (영국)
  - Mk 101 Lulu (네덜란드, 영국)
  - MGR-1 어네스트 존 (벨기에, 캐나다, 그리스, 이탈리아, 네덜란드, 튀르키예, 영국, 서독)
  - MGM-1 마타도르 (서독)
  - MGM-5 코퍼럴 (영국)
  - MGM-29 서전트 (서독)
  - MGM-52 랜스 (벨기에, 이탈리아, 네덜란드, 영국, 서독)
  - MIM-14 나이키 허큘리스 (벨기에, 그리스, 이탈리아, 네덜란드, 튀르키예, 서독)
  - 퍼싱 1 (서독)
  - 퍼싱 1a (서독)
  - PGM-17 토르 (영국)
  - PGM-19 주피터 (이탈리아, 튀르키예)
  - UGM-27 폴라리스 (이탈리아)
  - W33 핵포탄 (벨기에, 캐나다, 그리스, 이탈리아, 네덜란드, 튀르키예, 영국, 서독)
  - W48 핵포탄 (벨기에, 캐나다, 그리스, 이탈리아, 네덜란드, 튀르키예, 영국, 서독)

## 같이 보기
- 주한미군 전술핵 재배치
- 한국식 핵공유